# Фишек (муниција)
Фишек (енгл. paper cartridge) је врста муниције за ручно ватрено оружје, која се користила од краја 16. века (код аркебуза и мускета) до увођења модерног метка са металном чауром крајем 19. века. Фишек се састојао од округлог зрна (куршум) и барутног пуњења обавијених папиром - обезбеђујући набој за један хитац.

## Историја
Мускета се појавила 1521. у Шпанији, а 1525. у Француској. Прибор за пуњење мускете фитиљаче пре увођења фишека су сачињавали: шипке за набијање барута и куглице, барутница за ношење десетак дрвених или бакарних цевчица са барутом намењеним за пуњење цеви, флаша или рог за ношење барута за потпрашивање, кожна кесица (торба) за ношење куглица и фитиљ (дуг до 4 м о раменом каишу-при влажном времену носио се у џепу или под шеширом). Од друге половине 16. века барутна пуњења и куглице паковани су и ношени заједно, као фишеци. За разлику од модерног метка са металном чауром, фишек није садржао средство за паљење, па је барут у цеви (кроз рупицу, тзв. фаља) паљен посебним механизмом на мускети, званим табан.

## Карактеристике
| Произвођач/корисник            | Модел оружја            | Калибар (мм/инча) | Маса зрна (г) | Маса барута (г) |
| ------------------------------ | ----------------------- | ----------------- | ------------- | --------------- |
|                                | Мускете кремењаче       |                   |               |                 |
| Хабзбуршка монархија           | Мускета М1770           | 18,3/0,72         | 30,6          | 12-13           |
| Краљевина Француска            | Мускета М1776           | 17,5/0,69         | 23,8          | 4,5-12,3        |
| Хабзбуршка монархија           | Карабин М1790           | 15,6/0,61         | 21,8          | 5,5             |
| САД                            | Мускете М1812-1840      | 17,5/0,69         | 25,2          | 4,5-10,4        |
|                                | Мускете каписларе       |                   |               |                 |
| САД                            | Мускета М1841           | 17,5/0,69         | 32,72         | 4,5-8,42        |
| Хабзбуршка монархија           | Конзоле М1837-1842      | 17,8/0,70         | 22            | 4,2             |
|                                | Пушке каписларе         |                   |               |                 |
| САД                            | Харперс Фери М1841      | 13,7/0,54         | 25,92         | 3,2-3,9         |
| САД                            | Изолучена мускета М1842 | 17,5/0,69         | 45,36         | 7,13            |
| САД                            | М1841-1855              | 14,7/0,58         | 35,96         | 3,9             |
| Хабзбуршка монархија           | М1847                   | 17,6/0,692        | 40            | 4,5             |
| Конфедеративне Америчке Државе | М1861-1865              | 13,7/0,54         | 25,92         | 3,2-3,9         |
| Велика Британија               | Енфилд М1853            | 14,65/0,577       | 33,7-34,34    | 4-4,41          |
| Хабзбуршка монархија           | Лоренц М1855            | 13,9/0,547        | 26-28         | 4-4,5           |
| Швајцарска                     | М1859                   | 18/0.708          | 36            | 4,5             |
|                                | Каписларе-острагуше     |                   |               |                 |
| САД                            | Колт М1862              | 14,2/0,56         | 31,75         | 2,92-3,56       |
| Кнежевина Србија               | Грин М1867              | 13,9/0,547        | 26-28         | 4-4,5           |

| Оружје            | Калибар (инча/mm) | Маса зрна (г) | Маса барута (г) | Брзина зрна (м/с) | Кинетичка енергија (ј) |
| ----------------- | ----------------- | ------------- | --------------- | ----------------- | ---------------------- |
| Револвер капислар | 0,31/7,9          | 2,9           | 0,5-1,0         | 152-180           | до 47                  |
| Револвер капислар | 0,36/9,2          | 4,5           | 1,0-1,4         | 195-216           | око 90                 |
| Револвер капислар | 0,44/11,2         | 8,3           | 1,6-2,6         | 222-256           | око 200                |
| Пиштољ капислар   | 0,54/13,7         | 15,3          | 2,3             | 195               | око 290                |
| Пиштољ капислар   | 0,58/14,7         | 19            | 2,6             | 207               | око 400                |
| Мускета           | 0,54/13,7         | 15,3          | 4,5             | 427               | око 1.350              |
| Мускета           | 0,58/14,7         | 19            | 4,5             | 320               | око 970                |
| Мускета           | 0,69/17,5         | 32            | 4,5             | 190               | око 570                |
| Мускета           | 0,70/17,8         | 33,3          | 4,5             | 182               | око 550                |